# Zagloba
Zagloba – rodzaj chrząszcza z rodziny biedronkowatych i podrodziny Coccinellinae.

## Morfologia
Chrząszcz o zarysie ciała od okrągłego przez szeroko-owalny po podługowato-owalny. Wierzch ciała jest wysklepiony, w całości porośnięty gęstym, głównie sterczącym owłosieniem, ubarwiony bez metalicznego połysku. Głowa ma policzki zachodzące na oczy złożone i szeroko połączoną stawowo z podbródkiem bródkę. Czułki są bardzo krótkie, zbudowane z dziesięciu członów, z których trzy ostatnie formują zwartą buławkę. Ostatni człon głaszczków szczękowych ma niemal równoległe w zarysie brzegi, nieco zwężone u wierzchołka. Przedplecze jest szerokie, na przedzie głęboko wykrojone, o kątach przednich wystających ku przodowi i sięgających po dolne krawędzie oczu. Nasadowa krawędź przedplecza jest obrzeżona. Epipleury są wąskie i krótkie, poziome. Przedpiersie nie wypuszcza ku przodowi płata nakrywającego od spodu narządy gębowe. Wyrostek międzybiodrowy przedpiersia jest szeroki, płaski i na przednim brzegu ścięty. Biodra środkowej pary odnóży szeroko odseprowane są wyrostkiem międzybiodrowym śródpiersia. Linie udowe na zapiersiu są kompletne. Odnóża są smukłe. Pseudotrójczłonowe stopy mają pazurki z ząbkiem nasadowym. U obu płci na spodzie odwłoka widocznych jest pięć sternitów (wentrytów), z których pierwszy ma linie udowe pełne lub niepełne, nigdy jednak nie dochodzące do jego krawędzi wierzchołkowej. Genitalia samca są symetrycznie zbudowane, o trójkątnym płacie nasadowym, smukłych paramerach i gwałtownie zakrzywionym prąciu. Narządy rozrodcze samicy odznaczają się zakrzywioną spermateką, bardzo krótkim przewodem nasiennym oraz dużym i zwykle spłaszczonym bocznie infundibulum.

## Ekologia i występowanie
Zarówno larwy, jak i owady dorosłe są drapieżnikami żerującymi na czerwcach (kokcydofagia).
Rodzaj amerykański, znany z krain krainy nearktycznej i neotropikalnej. Na północ dociera do Oregonu i Pensylwanii w Stanach Zjednoczonych, na południe zaś do Paragwaju.

## Taksonomia
Takson ten wprowadzony został w 1899 roku przez Thomasa Lincolna Caseya na łamach  „Journal of the New York Entomological Society”. W 1931 roku Richard Korschefsky dokonał wyznaczenia gatunkiem typowym rodzaju Cephaloscymnnus ornatus, opisanego w 1895 roku przez George’a Henry’ego Horna.

### Etymologia
Zagloba: gr. ζα- za- „bardzo”; łac. globus „piłka, glob, kula”.

### Podział systematyczny
Do rodzaju tego należą gatunki:
- Zagloba aeneipennis (Sicard, 1929)[8]
- Zagloba beaumonti Casey, 1899[4]
- Zagloba bicolor Casey, 1899[2]
- Zagloba hystrix Casey, 1899[2]
- Zagloba mimica González et Aguilera, 2009[9]
- Zagloba obscura Gordon, 1970[3]
- Zagloba ornata (Horn, 1895)[2]
- Zagloba satana Gordon, 1985[2]